# Communauté de communes du Haut Limousin
La communauté de communes du Haut Limousin est une ancienne communauté de communes française, située dans le département de la Haute-Vienne, en région Nouvelle-Aquitaine. Créée en 1996, elle disparaît en 2017.

## Histoire
La communauté de communes du Haut Limousin est créée le 31 décembre 1996. Elle disparaît au 1er janvier 2017, à sa fusion avec la communauté de communes Brame-Benaize et la communauté de communes de la Basse Marche au sein de la nouvelle communauté de communes Haut-Limousin en Marche.
Le 1er janvier 2016, les communes de Bussière-Boffy et Mézières-sur-Issoire fusionnent pour constituer la commune nouvelle de Val d'Issoire.

## Composition
À sa disparition, elle regroupait 17 communes :
| Nom                     | Code Insee | Gentilé           | Superficie (km2) | Population (dernière pop. légale) | Densité (hab./km2) |
| ----------------------- | ---------- | ----------------- | ---------------- | --------------------------------- | ------------------ |
| Bellac (siège)          | 87011      | Bellachons        | 24,42            | 4 117 (2014)                      | 169                |
| Berneuil                | 87012      | Berneuillais      | 26,09            | 421 (2014)                        | 16                 |
| Blanzac                 | 87017      | Blanzanniers      | 23,50            | 518 (2014)                        | 22                 |
| Blond                   | 87018      | Blonneaux         | 64,69            | 699 (2014)                        | 11                 |
| Bussière-Poitevine      | 87028      | Bussiérots        | 41,71            | 893 (2014)                        | 21                 |
| Cieux                   | 87045      | Ciellois          | 41,06            | 960 (2014)                        | 23                 |
| Gajoubert               | 87069      |                   | 14,11            | 163 (2014)                        | 12                 |
| Montrol-Sénard          | 87100      |                   | 27,17            | 264 (2014)                        | 9,7                |
| Mortemart               | 87101      | Mortemartois      | 3,60             | 114 (2014)                        | 32                 |
| Nouic                   | 87108      | Nouaijauds        | 35,95            | 497 (2014)                        | 14                 |
| Peyrat-de-Bellac        | 87116      | Peyrachons        | 31,20            | 1 097 (2014)                      | 35                 |
| Saint-Barbant           | 87136      | Saint-Barbanteaux | 42,47            | 352 (2014)                        | 8,3                |
| Saint-Bonnet-de-Bellac  | 87139      |                   | 34,51            | 505 (2014)                        | 15                 |
| Saint-Junien-les-Combes | 87155      |                   | 20,59            | 170 (2014)                        | 8,3                |
| Saint-Martial-sur-Isop  | 87163      |                   | 23,44            | 135 (2014)                        | 5,8                |
| Saint-Ouen-sur-Gartempe | 87172      |                   | 22,12            | 221 (2014)                        | 10                 |
| Val d'Issoire           | 87097      |                   | 71,60            | 1 135 (2014)                      | 16                 |